# Llano de la Paciencia
El llano de la Paciencia es una planicie salar ubicada en la Región de Antofagasta, en el norte de Chile. Se extiende entre las cordilleras de la Sal y Domeyko, en pleno desierto de Atacama. 
El salar se encuentra dentro de la misma cuenca endorreica del Salar de Atacama. Actualmente, está en un estado avanzado de fosilización, indicado por las costras salinas cloruradas-sulfatadas secas y por los aportes clásticos de sedimentos limosos y arcillosos. En la parte occidental del salar, hay lagunas con costras sulfatadas saturadas en agua. Posee una morfología elongada, con una superficie de 300 km² y una superficie total de la cuenca de 1800 km². En las lagunas de esta zona crecen cristales de yeso.
Atravesado por la ruta 23-CH, que une Calama con San Pedro de Atacama, tiene una elevación de 2427 m s. n. m. El Servicio Nacional de Turismo declaró en 1975 como Zona de Interés Turístico Nacional a todos los poblados ubicados en la comuna de San Pedro de Atacama, incluyendo el Llano de la Paciencia y la cordillera de la Sal.